# Военный переворот в Буркина-Фасо (2015)
Военный переворот в Буркина-Фасо — военный переворот, произошедший в Буркина-Фасо в 2015 году. Начался с арестов исполняющего обязанности президента и премьер-министра 16 сентября 2015 года. Через неделю путчисты были вынуждены сдаться.

## Предыстория
14 сентября 2015 года комиссия по национальному примирению и реформам предложила распустить президентскую гвардию (полк президентской безопасности, автономное от армии формирвоание). Эта влиятельная военизированая структура была главной опорой режима президента Блеза Компаоре, который был свергнут после 27 лет правления.

## Хронология
16 сентября 2015 года военные президентской гвардии ворвались в здание правительства и прервали правительственное заседание, задержав и. о. президента Мишеля Кафандо, премьера Исаака Зиду и двух министров — Аугустина Лоаду и Рене Багоро. Позже к президентскому дворцу направилась толпа демонстрантов со свистками и вувузелами, прозвучало несколько выстрелов.
Военные применили оружие для разгона демонстрантов у президентского дворца в столице Буркина-Фасо, сообщает агентство France-Presse. О применении именно огнестрельного оружия, а также жертвах среди протестующих против очередного государственного переворота неизвестно.
17 сентября 2015 года офицеры президентской гвардии объявили о роспуске органов власти и учреждении Совета национальной демократии. Подполковник Мамаду Бабма в эфире государственного телеканала RTB Television объявил об окончании «аномального переходного периода» и лишении президента Кафандо полномочий. По его словам, сейчас ведутся широкомасштабные переговоры о формировании нового правительства и проведении инклюзивных и мирных выборов. Спикер распущенного переходного парламента Шериф Си заявил, что считает действия гвардии государственным переворотом. Он призвал население к немедленному восстанию.
Командующий президентской гвардии в Буркина-Фасо, генерал Жильбер Дьендре был объявлен главой переходного совета — нового органа власти, образованного мятежными гвардейцами. Также лидеры переворота объявили о закрытии границ и ввели комендантский час в ночное время. Дьендре сообщил, что до переворота не контактировал с бывшим главой государства Компаоре. Между тем, спикер парламента Буркина-Фасо — Национального переходного совета — Шериф Си также заявил, что будет исполнять обязанности временного президента Мишеля Кафандо, ранее арестованного путчистами.
При столкновениях на улицах столицы Буркина-Фасо погибли по меньшей мере три человека, более 60 человек получили ранения. Свидетели столкновений рассказали, что на улицы Уагадугу вышли протестующие, недовольные произошедшим в стране военным переворотом. По данным очевидцев, военные сделали несколько предупредительных выстрелов в воздух, чтобы разогнать толпу. Демонстранты в ответ стали кидать камни в сторону военнослужащих.
В тот же день Совет Безопасности ООН назвал события 16-17 сентября в Буркина-Фасо неконституционным захватом власти, потребовал освободить задержанных официальных лиц и вернуть власть гражданскому переходному правительству, которое в соответствии с планом переходного режима в Буркина-Фасо должно провести выборы 11 октября. Члены Совета Безопасности подчеркнули, что виновные в насильственном захвате власти должны быть привлечены к ответственности.
18 сентября 2015 года Совет мира и безопасности Африканского союза принял резолюцию, в которой осудил военный переворот, назвав его угрозой для всего континента. Совет решил приостановить участие Буркина-Фасо во всех мероприятиях, проводимых Африканским союзом. Руководители путча названы в резолюции террористами, незаконно заключившими под стражу президента страны и некоторых членов правительства и проводящими репрессии против населения, что уже привело к гибели нескольких демонстрантов. Совет запретил въезд в Африканский союз руководителям переворота и всем, кто будет участвовать в созданном ими правительстве, и заморозил их счета. К вечеру СМИ сообщили об освобождении задержанных президента и министров.
19 сентября 2015 года президент Бенина Тома Яйи Бони после встречи с президентом Сенегала Маки Салем и лидером переворота Жильбером Дьендре заявил, что в Буркина-Фасо возобновит работу правительство переходного периода во главе с Мишелем Кафанадо. По данным агентства Reuters, среди протестующих против переворота погибло 10 человек.
22 сентября 2015 года верные Мишелю Кафандо воинские части при поддержке танков вошли в столицу. Начальник генштаба генерал Пингренома Загре предложил путчистам сложить оружие. Путчисты из президентской гвардии не оказали сопротивления.
23 сентября 2015 года представители сил путчистов и регулярная армия подписали соглашение с целью избежать кровопролития. Документ предусматривает, в частности, что мятежники вернутся в свои казармы, а части правительственной армии выйдут из столицы и отойдут от неё на 50 км. Временный президент Мишель Кафандо официально вернулся к исполнению своих обязанностей.